# 毛里齐奥·马尔加利奥
毛里齐奥·马尔加利奥（義大利語：Maurizio Margaglio，1974年11月16日—），意大利男子花样滑冰运动员。他曾代表意大利参加1998年、2002年和2006年冬季奥林匹克运动会花样滑冰比赛，获得一枚铜牌。